# Jean Robert Tronchin (Bankier)
Jean Robert Tronchin (* 26. August 1702 in Genf; † August 1788 in Paris) war ein Schweizer Bankier, der auch in Lyon, vor allem aber ab 1759 in Paris als Finanzexperte tätig war.
Tronchin war der ältere der beiden Söhne des Antoine Tronchin, eines Juristen und Mitglieds des Genfer Rats der Zweihundert, Diplomaten und Inhabers weiterer einflussreicher Positionen. Jean Robert entstammte damit einer überaus einflussreichen Familie, nicht nur in Genf. 

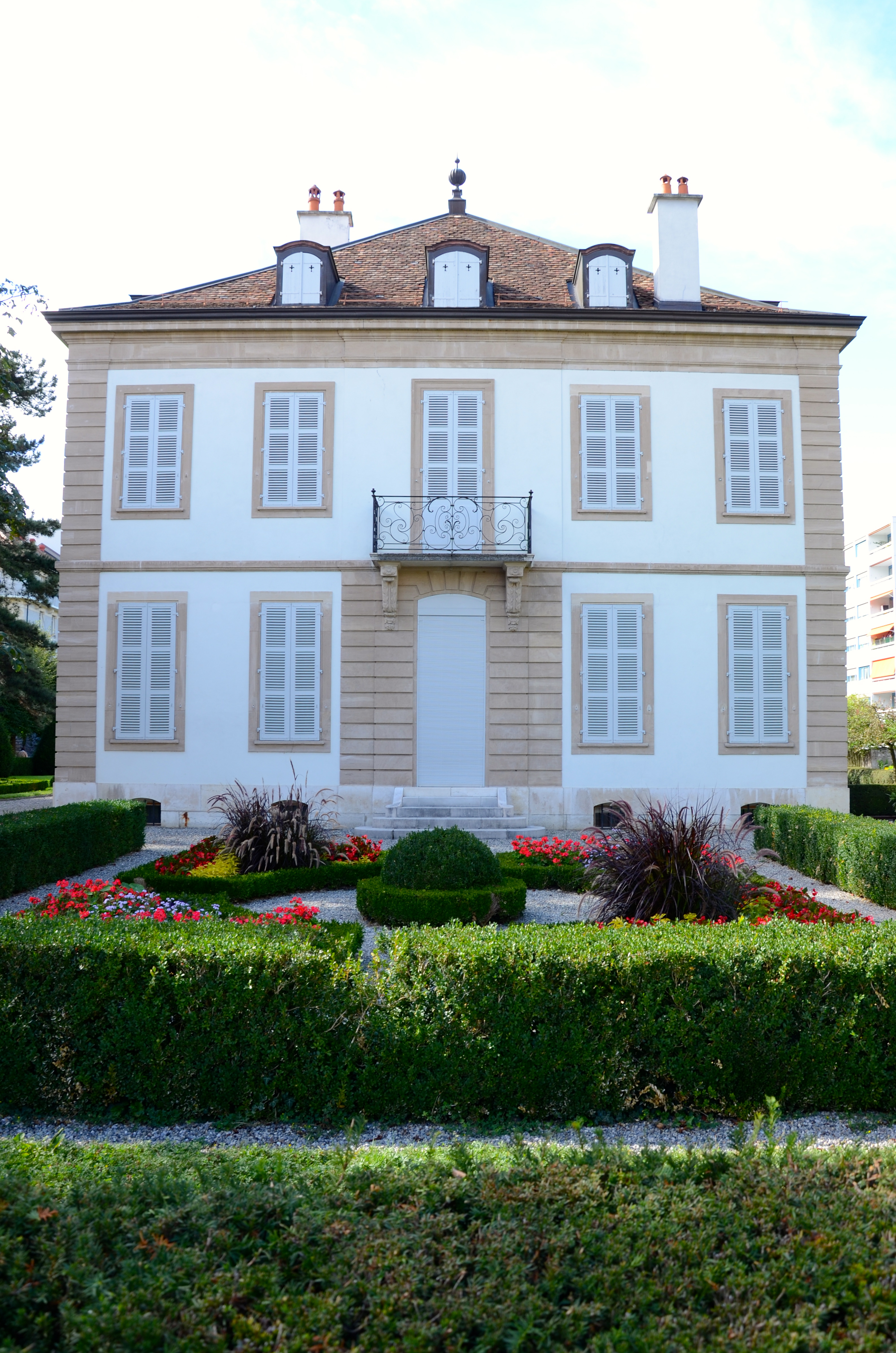
Les Délices

Nachdem Jean Robert Tronchin 1759 nach Paris gerufen worden war, wurde er dort 1762 Generalpächter (als einer von fünf Schweizern, die diese Position im 18. Jahrhundert ausfüllten). Bereits 1755 war er Bankier Voltaires geworden; Tronchin erwarb 1755 in Genf das Gut Les Délices für Voltaire, doch gab dieser dem befreundeten Bankier 1765 das Gut zurück.